# Ковжук Яків Іванович
Яків Іванович Ковжук (псевдо: «Карпо», «Семен», «Батько», «Боя», «Давид»,  «К-о», «Північ», «Сивий», «Старий», «Тарас») (1902, с. Воротнів, Луцький район, Волинська область — 19 січня 1952, с. П'яннє, Млинівський район, Рівненська область) — член УГВР, керівник Острозького районного проводу ОУН та пункту зв’язку Проводу ОУН, Лицар Золотого Хреста Заслуги.

## Життєпис
Очолював сільський осередок товариства «Просвіта» та спілку «Сільський господар», заснував у Воротневі кооперативну крамницю «Добрий сіяч», посприяв виникненню товариства «Українська жінка» та організації дитячого садка.
З 1930-х роках Яків Ковжук став членом ОУН. У жовтні 1939 року під іменем німця Петера Штрауса з села Цизарин Луцького району виїхав до міста Холм. Його сім'ю 13 лютого 1940 року сталінська влада депортувала у Казахстан. 
Восени 1941 року повернувся додому, працював культосвітнім референтом Луцького районного проводу ОУН(б), з 1946 року провідником Острожецького районного проводу ОУН(б). Перейшов на нелегальне становище, займався поширенням підпільної літератури на Хмельничині, керував пунктом зв'язку керівних ланок ОУН «Білий медвідь» в селі П'яннє Млинівського району на Рівненщині. 
У 1950 році Яків Ковжук, як представник селянства Волині, став членом Української Головної Визвольної Ради.
19 січня 1952 року Яків Ковжук у криївці на хуторі Підновина поблизу села П'яннє в господарстві Й. Шмиги потрапив в оточення оперативно-військової групи Острожецького РВ МВС. Застрелився, щоб не попасти в полон. 

## Нагороди
- Згідно з Постановою УГВР від 16.10.1948 р. і Наказом Головного військового штабу УПА ч. 3/48 від 23.10.1948 р. провідник Острожецького районного проводу ОУН Яків Ковжук – «Карно» нагороджений Бронзовим хрестом заслуги  УПА.
- Згідно з Повідомленням УГВР від 5.03.1952 р. член Української головної визвольної ради Яків Ковжук – «Семен»-«Тарас» нагороджений Золотим хрестом заслуги УПА.

## Вшанування пам'яті
- 1.12.2017 р. від імені Координаційної ради з вшанування пам’яті нагороджених Лицарів ОУН і УПА у м. Луцьку Бронзовий хрест заслуги УПА  (№ 039) та Золотий хрест заслуги УПА (№ 012) передані Галині Коробовій-Ковжук, онуці Якова Ковжука – «Карпа»-«Семена»-«Тараса».